# Buddha-Museum Traben-Trarbach
Das im Jahr 2009 eröffnete Buddha-Museum Traben-Trarbach präsentiert etwa 2000 Buddha-Figuren und informiert darüber hinaus über den Buddhismus.

## Jugendstil-Gebäude
Der Traben-Trarbacher Unternehmer, gebürtiger Mainzer und bekennender Buddhist Wolfgang Preuß, der sein Geld mit IT- und Medientechnik-Unternehmen verdiente, hatte bereits Anfang der 1990er Jahre das Parkschlösschen, ein ehemals von der Firma Mannesmann genutztes Erholungsheim, zu einem Fünf-Sterne-Ayurveda-Hotel nach den Lehren des Maharishi Mahesh Yogi umgebaut. Das Hotel kooperiert mit dem Museum. Preuß ließ in Trarbach noch weitere Objekte aufwendig restaurieren. 
2000 erwarb Preuß das Haus der ehemaligen Weinkellerei Julius Kayser, das der Jugendstil-Architekt Bruno Möhring 1905/1906 neben der ebenfalls von ihm geplanten Moselbrücke – das Brückenhaus ist erhalten – und anderen Bauten in Trarbach gebaut hatte. Die Kellerei war einst die einzige im Jugendstil erbaute Kellerei Europas. Preuß ließ die nachträglich angebauten Produktionsanlagen abreißen und das Haus dem Originalzustand nahe restaurieren, in dem er zum Beispiel nur Natursteine verwendete. Neu ist die Technik des Hauses, insbesondere eine für die Ausstellungsstücke notwendige Heizungs- und Lüftungsanlage. Auf dem freigeräumten Grundstücksteil wurde ein 225 Quadratmeter großer Anbau mit einer knapp zehn Meter hohen und 17 Meter breiten verglasten Front errichtet. So stehen im Gebäude etwa 3000 und im Innenhof etwa weitere 1000 Quadratmeter Ausstellungs- und Veranstaltungsfläche zur Verfügung, die auch für externe Veranstaltungen genutzt werden können. Der Dachgarten bietet einen freien Blick auf die Mosel.

## Sammlung
Die Sammlung ist eine europaweit einmalige Dauerausstellung zur buddhistischen Ikonografie. Sie wurde von Preuß in etwa 20 Jahren zusammengebracht. Die Figuren stammen aus Burma, China, Indien, Kambodscha, Laos und Thailand aus den unterschiedlichsten Epochen und sind aus verschiedenen Materialien gefertigt. Neben Buddha-Figuren werden auch Arhats und Bodhisattvas ausgestellt. Die größte Figur misst 3,90 Meter und wiegt zwei Tonnen. Dazu gibt es ein Informationsangebot von Büchern, CDs und Multimedia-Installationen zum Buddhismus in Kunst, Kultur, Philosophie und Geschichte. Darüber hinaus werden regelmäßig Wissenschaftler eingeladen, die über ihr Spezialgebiet referieren. Ziel ist die Schaffung eines umfassenden buddhistischen Informations-Zentrums.
Das Museum beschäftigt fünf Mitarbeiter. Leiterin ist die Sozialpädagogin und gebürtige Triererin Lydia Unger. Claus Rettig, ein studierter, mittlerweile pensionierter Sinologe und Japanologe, ist wissenschaftlicher Leiter. 
Das Museum ist Besuchern gegen Eintrittsgeld zugänglich.